# Fiat 147
La Fiat 147 est la version sud américaine de la Fiat 127 italienne, voiture phare de la production Fiat des années 1970, élue voiture de l'année 1972 et la plus vendue en Europe pendant quatre ans.

## La Fiat 147
De nombreuses versions ont vu le jour tant au Brésil qu'en Argentine, les deux pays où les usines Fiat les ont fabriquées à plusieurs centaines de milliers d'exemplaires. On peut citer les versions Spazio, Brio, Vivace et Sorpasso.
Une de ses caractéristiques fut d'avoir été la première voiture au monde à utiliser l'alcool de canne comme carburant. Le premier prototype a été présenté le 18 novembre 1976. C'est grâce au travail de recherche et développement du groupe FIAT - Fiat Auto et Magneti-Marelli - que l'on a pu voir fleurir en 2006 en Amérique latine et bientôt en Europe la technologie Flex, multicarburants. cf la Fiat Palio Tétrafuel : première mondiale en juin 2006.
Sa fabrication fut arrêtée en 1986 et la Fiat 147 berline sera remplacée par la Fiat Uno CS, version brésilienne qui est restée au catalogue jusqu'en 2014 et a été fabriquée à plus de 3,7 millions d'exemplaires par Fiat Automoveïs dans l'usine géante de Betim. 

## La Fiat 147 Panorama
Fiat Automoveïs au Brésil a également fabriqué la version Panorama entre 1976 et 1986. Ce modèle a été commercialisé en Italie et un peu en France. La version Panorama, mi familiale, mi break, a connu un assez bon succès dans plusieurs pays européens.
La Fiat 147 Panorama sera remplacée en 1987 par la Fiat Premio Weekend qui sera commercialisée en Italie sous le nom Innocenti Elba.

## La Fiat 147 Oggi
Une curiosité de la production de Fiat Automoveïs au Brésil : un dérivé de la Fiat 147 berline baptisé Fiat Oggi, qui comportait un coffre, fonction très prisée des automobilistes sud américains.
La Fiat Oggi est une voiture basée sur la Fiat 147 avec un coffre ajouté, produite par le constructeur Fiat Automoveïs, au Brésil, entre 1983 et 1985, pour répondre à une demande spécifique du marché brésilien.
Très prisées par les automobilistes brésiliens à cette époque, Fiat comme Chevrolet avec la Monza, Volkswagen ou Ford, ont créé des véhicules avec coffre ajouté à la version à hayon connue en Europe. La 147 Oggi présente un coffre gigantesque de 440 litres pour une voiture de moins de 4 mètres de longueur.
Commercialisée avec les moteurs Fiat FIASA 1,3 litre essence ou alcool développant 60 ch DIN quel que soit le carburant.
La Fiat 147 Oggi a été remplacée en 1986 par la Fiat Duna, construite selon le même principe, sur la base de la Fiat Uno.

## Production de la Fiat 147
- Argentine par Fiat Concord : 232 807 exemplaires.
- Brésil par Fiat Automoveïs : berline 1 269 312 et Panorama : 115.986 exemplaires.
- Chili par Fiat Chile : 20.832 exemplaires assemblés en CKD entre 1977 et 1982.